# NK Jelsa
NK Jelsa je nogometni klub iz grada Jelse. Natječe se u Hvarskoj nogometnoj ligi, u sklopu koje je odigrao sve svoje službene ligaške utakmice.
Sjedište kluba je na adresi Jelsa 1019A, Jelsa.
Klupski dres je prugasti.
Svoje domaće utakmice igra na Pelinju u Jelsi.

## Povijest
Klub je osnovan 1921. godine pod nazivom Radnik, a 1929. godine mijenja ime u Hajduk. Od 1932. godine nosi sadašnje ime. Dva su puta osvajali prvenstvo otoka - 1972. i 1999.

## Rezultati po sezonama
- 2011./12.: 4.[3]
- 2010./11. -
- 2009./10. - prvak[4]
- 2008./09. – 6. (od 12)
- 2007./08. – 4. (od 12)
- 2006./07. – 5. (od 12)
- 2005./06. – 5. (od 12)
- 2004./05. - ?. (od 13)
- 2003./04. - ?
- 2002./03. - ?
- 2001./02. – 5. (od 11)
- 2000./01. – 2. (od 10)
- 1999./00. – 4. (od 10)
- 1998./99. - prvak
- 1997./98. – 5. (od 12)
- 1996./97. – 2. (od 11)
- 1995./96. - ?
- 1994./95. - nije se igralo zbog Domovinskog rata
- 1993./94. - nije se igralo zbog Domovinskog rata
- 1992./93. - nije se igralo zbog Domovinskog rata
- 1991./92. - nije se igralo zbog Domovinskog rata
- 1990./91. - ?
- 1989./90. - ?
- 1988./89. - ?
- 1987./88. - ?
- 1986./87. - ?
- 1985./86. - ?
- 1984./85. - ?
- 1983./84. - ?
- 1982./83. - ?
- 1981./82. - ?
- 1980./81. - ?
- 1979./80. - ?
- 1978./79. - ?
- 1977./78. - ?
- 1976./77. - ?
- 1975./76. - ?
- 1974./75. - ?
- 1973./74. - ?
- 1972./73. – 4. u A ligi
- 1971./72. - prvak
- 1970./71. - ?

## Vanjske poveznice
- Sport - otok Hvar  Arhivirana inačica izvorne stranice od 31. listopada 2008. (Wayback Machine), 9. lipnja 1999.
- Cijela Jelsa slavi nogometne prvake  Arhivirana inačica izvorne stranice od 24. listopada 2004. (Wayback Machine)